# 亚历桑德拉·马提尼斯
亚历桑德拉·马提尼斯（Alessandra Martines，1963年9月19日—），意大利芭蕾舞蹈家，丈夫是法国导演克劳德·勒鲁什。夫妻曾多次合作影片。中国观众较为熟悉的是正大剧场播出的《金玫瑰洞》，她饰演坚强、勇敢的三公主。

## 演艺经历
马提尼斯首次亮相跳舞在1972年苏黎世歌剧院（Zurich Opera House）。随后，她在美国工作了一段时间，包括芝加哥市芭蕾舞团，再之后她搬到罗马，在罗马歌剧院（Teatro dell‘Opera）工作。

## 个人生活
1998年10月10日，在她35岁的时候生下第一个女儿斯特拉·勒鲁什（Stella Lelouch）。

## 主要作品

### 电影
- 金玫瑰洞
- 偶然与巧合